# Experimentació mèdica nazi

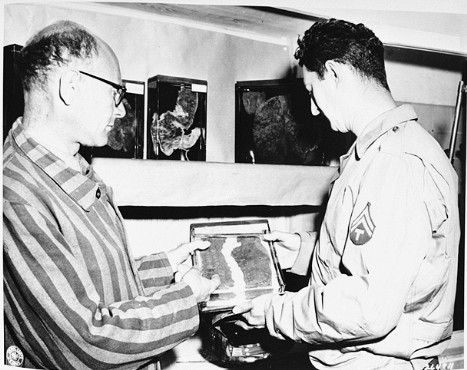
Un guia mostra a un soldat nord-americà flascons amb òrgans humans extrets de presoners del camp de concentració de Buchenwald, 27 de maig de 1945.

L'experimentació nazi en éssers humans consistir en l'experimentació a gran escala en presoners, duta a terme per part del règim nazi en els seus camps de concentració durant la Segona Guerra Mundial.
Un dels científics més controvertits va ser Josef Mengele, qui va dur a terme experiments en el camp de concentració d'Auschwitz. A Auschwitz, sota la direcció d'Eduard Wirths, es van seleccionar reclusos per ser sotmesos a diversos experiments que estarien destinats suposadament a ajudar el personal militar alemany en situacions de combat, ajudar en la recuperació de personal militar ferit i promoure la ideologia racial recolzada pel Tercer Reich. Després de la guerra, aquests crims van ser jutjats en el que es va conèixer com el Judici dels doctors. El rebuig als abusos perpetrats va portar al desenvolupament del Codi de Nuremberg en ètica mèdica.

## Experiments

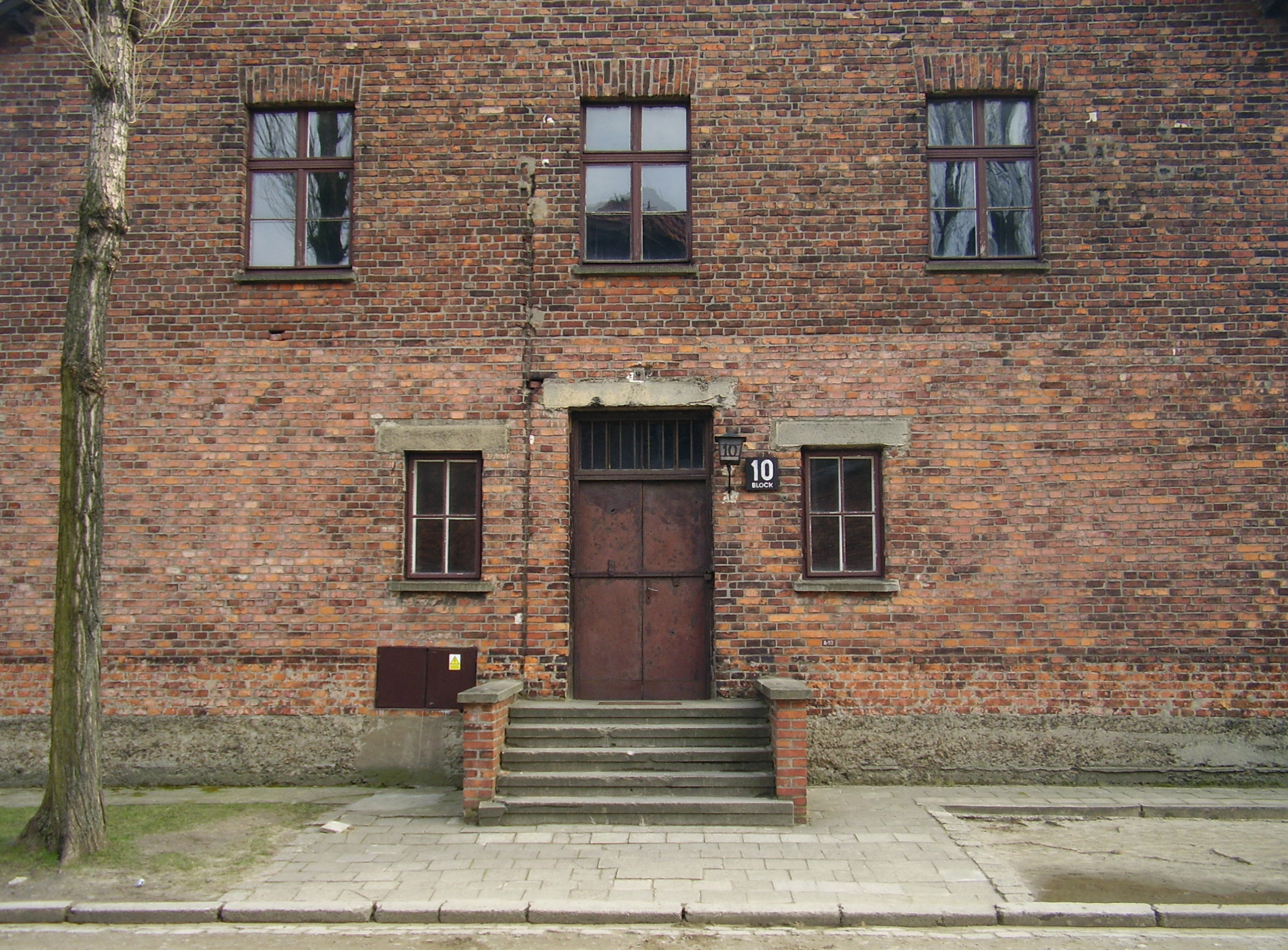
Pavelló «mèdic» de Josef Mengele a Auschwitz.

D'acord amb la condemna en els judicis de Nuremberg, aquests experiments incloïen els següents temes:

### Experiments en bessons
Els experiments amb nens bessons en els camps de concentració es van crear amb l'objectiu de mostrar les similituds i diferències en la genètica i eugenèsia dels bessons, i també per veure si el cos humà pot ser manipulat de forma antinatural. El líder d'aquests experiments era Josef Mengele, qui va dur a terme experiments sobre més de 1500 parells de bessons presos, dels quals menys de 200 individus van sobreviure després dels estudis. Mentre assistia a la Universitat de Múnic (localitzada a la ciutat que va romandre com un dels punts centrals d'Adolf Hitler durant la revolució) per estudiar filosofia i medicina amb èmfasi en antropologia i paleontologia, Mengele va ser arrossegat per la histèria nazi i fins i tot va dir que  «aquest simple concepte polític finalment es va convertir en un factor decisiu en la meva vida» . L'admiració recentment descoberta de Mengele pel "simple concepte polític» el va portar a intercalar els seus estudis de medicina amb la política. Mengele va rebre el seu doctorat per una tesi titulada «Investigació morfològica racial sobre la secció inferior de la mandíbula de quatre grups racials», que suggeria que la raça d'una persona podia ser identificada per la forma de la seva mandíbula. L'organització nazi va entendre els seus estudis com talentosos i se li va sol·licitar a Mengele ser el metge principal i investigador en el camp de concentració d'Auschwitz a Polònia al maig de 1943.
A Auschwitz, Mengele va organitzar experiments genètics en bessons. Els bessons eren seleccionats per edats i sexe i tancats en barraques entre experiments, els quals variaven des d'una injecció de diferents productes químics als ulls dels bessons per veure si podien canviar els colors fins literalment cosir a uns bessons junts per intentar crear siamesos.

### Experiments amb trasplantaments
Des de setembre de 1942 fins a desembre de 1943, es van fer experiments en el camp de concentració de Ravensbrück per estudiar la regeneració d'òssos, músculs i nervis, així com el trasplantament d'ossos d'una persona a una altra. Seccions d'ossos, músculs i nervis van ser extrets de subjectes sense anestessiar. Com a resultat d'aquestes operacions, moltes víctimes van patir una intensa agonia, mutilació o discapacitat permanent.

### Experiments amb ferides al cap
L'estiu de 1942, a Baranovichi (actual Belarús), es van dur a terme experiments en un petit edifici darrere de la casa ocupada per l'oficial nazi del Sicherheitsdienst Dr Wichtmann. En un d'ells, «un nen d'onze o dotze anys fou lligat a una cadira perquè no pogués moure's. Sobre seu, va ser suspès un martell mecànic que cada pocs segons queia sobre el seu cap».

### Experiments sobre congelació
El 1941, la Luftwaffe va dur a terme experiments per saber com tractar la hipotèrmia. L'estudi consistia a forçar als presoners a resistir en un tanc d'aigua gelada fins a tres hores. Un altre estudi col·locava als presoners nus en la intempèrie durant diverses hores a temperatures sota zero. Els experimentadors investigaven les diferents maneres de tornar a escalfar als supervivents.
Els experiments sobre hipotèrmia eren dirigits per l'alt comandament nazi. Els experiments es van realitzar en homes per simular les condicions que van patir els exèrcits en el Front est, on les forces alemanyes estaven mal preparades pel fred glacial. Aquests experiments van ser portats a terme sota la supervisió dels comandants de Dachau i d'Auschwitz. Rascher passava els informes directament a Heinrich Himmler i va publicar els resultats dels seus experiments de congelació en la conferència mèdica titulada "Problemes mèdics sorgits del mar i l'hivern" (1942). Els experiments de congelació es dividien en dues parts. Primer, per establir quant temps prendria baixar la temperatura corporal fins a la mort, i, en segon lloc, com ressuscitar a la víctima congelada. El mètode de la tina gelada va resultar ser la manera més ràpida de fer caure la temperatura corporal.
Les seleccions se centraven en jueus o russos joves i saludables. Normalment eren despullats i preparats per a l'experiment. Una sonda aïllada que mesurava la temperatura corporal era inserida al recte. La sonda era mantinguda en el seu lloc mitjançant un anell de metall expansible que era ajustat per obrir-se dins del recte i mantenir la sonda en el seu lloc. La víctima era vestida amb un uniforme de la força aèria, després col·locada a la tina d'aigua freda i començava a congelar-se. Es va concloure que la majoria dels subjectes perdien el coneixement i morien quan la temperatura corporal baixava a 25 °C.

### Experiments sobre la malària
Des de febrer de 1942 fins a abril de 1945, es van dur a terme experiments en el camp de concentració de Dachau per investigar la immunització per tractar la malària. Reclusos sans van ser infectats per mosquits o per injeccions d'extractes d'una glàndula mucosa de mosquits femenins. Després de contraure la malaltia, els subjectes eren tractats amb diverses medicines per provar la seva eficàcia relativa. Més de mil persones van ser usades en aquests experiments i, com a resultat, més de la meitat van morir.

### Experiments amb gas mostassa i fosgeno
Diverses vegades entre setembre de 1939 i abril de 1945, es van conduir experiments al camp de concentració de Sachsenhausen, Natzweiler i altres camps sobre els efectes del gas mostassa. Les ferides de gas mostassa van ser infligides als subjectes per investigar el tractament més efectiu per guarir-les.

### Experiments sobre sulfamida
Des de juliol de 1942 fins a setembre de 1943, els experiments per investigar l'efectivitat de la sulfamida, un agent sintètic antimicrobians, van ser realitzats a Ravensbrück. Els subjectes eren infectats amb bacteris o neurotoxines, com ara  Streptococcus ', Clostridium perfringens  (que ocasiona la gangrena gasosa) i  Clostridium tetani  (que provoca el tètanus). S'interrompia la circulació de la sang tapant els
vasos sanguinis a ambdós extrems de la ferida i es creava una condició similar a la d'una ferida al camp de batalla. S'agreujava la infecció introduint-hi encenalls de fusta i vidre a les ferides. La infecció era tractada amb sulfamida i altres medicines per determinar la seva efectivitat.

### Experiments amb aigua de mar
Des de juliol i setembre de 1944, es van dur a terme experiments en el camp de concentració de Dachau per estudiar diversos mètodes de potabilització de l'aigua de mar. Un grup de 90 persones era privat d'aliments i el doctor Hans Eppinger els donava només aigua de mar per beure, deixant-los greument lesionats. Estaven tan deshidratats que van ser vistos llepant el terra acabat rentat per obtenir aigua que poguessin beure.

### Experiments d'esterilització
Des de març de 1941 fins a gener de 1945, es van conduir experiments d'esterilització a Auschwitz, Ravensbrück i altres llocs pel Dr. Carl Clauberg. El propòsit d'aquests experiments era desenvolupar un mètode d'esterilització amb el qual fos possible esterilitzar milions de persones amb un mínim de temps i esforç. Aquests experiments van ser realitzats mitjançant l'ús de raigs X, cirurgia i diverses medicines. Milers de víctimes van ser esterilitzades. A més d'aquesta experimentació, el govern nazi va esterilitzar al voltant de 400.000 individus com a part del seu programa d'esterilització compulsiva.
Van ser reeixides les injeccions intravenoses de solucions que s'especula contenien iode i nitrat de plata, però tenia efectes col·laterals indesitjats, com ara hemorràgia vaginal, dolor abdominal sever i càncer cervical. Per això, el tractament amb radiació es va convertir en l'elecció favorita d'esterilització. Específiques quantitats d'exposició a la radiació destruïen l'habilitat d'una persona per produir òvuls o esperma. La radiació era administrada mitjançant d'enganys. Els presoners eren portats a una habitació i se'ls sol·licitava completar formularis, el que prenia dos o tres minuts. En aquest temps, s'administrava la radiació i, sense que els presoners ho sabessin, eren deixats completament estèrils. Molts van patir cremades a causa de la radiació.

### Experiments sobre el tifus
Des de desembre de 1941 fins a febrer de 1945, es van realitzaar experiments per investigar l'efectivitat de la febre amb punts i altres vacunes. En Buchenwald, gran quantitat de reclusos sans van ser deliberadament infectats amb el bacteri del tifus per mantenir els bacteris vius; més del 90% de les víctimes van morir. Altres reclusos sans van ser utilitzats per determinar l'efectivitat de diferents vacunes i diverses substàncies químiques. En el curs d'aquests experiments, el 75% dels reclusos seleccionats eren vacunats amb una de les vacunes o alimentats amb una de les substàncies químiques i, després d'un període de tres a quatre setmanes, eren infectats amb gèrmens de febre amb punts. El 25% restant era infectat sense cap protecció prèvia per comparar l'efectivitat de les vacunes i les substàncies químiques. Centenars de persones van morir. També es van dur a terme experiments amb febre groga, verola, tifus, paratifus A i B, còlera i diftèria. Es van dur a terme experiments similars amb resultats similars a Natzweiler.

### Experiments amb verí
Entre desembre de 1943 i octubre de 1944, es van dur a terme experiments al camp de concentració de Buchenwald per investigar l'efecte de diversos verins. Els verins eren administrats secretament en el menjar dels subjectes experimentals. Les víctimes morien a conseqüència del verí o eren assassinats immediatament per permetre l'autòpsia. El setembre del 1944, es van disparar bales enverinades a uns subjectes experimentals que van patir tortura i, sovint, van morir.

### Experiments amb bombes incendiàries
Des de novembre de 1943 fins a gener de 1944, es van dur a terme experiments a Buchenwald per avaluar l'efecte de diverses preparacions farmacèutiques en les cremades amb fòsfor. Aquestes cremades eren infligides en subjectes amb substàncies extretes de bombes incendiàries.

### Experiments sobre impacte d'altitud elevada
A inicis de 1942, els presoners del camp de concentració de Dachau van ser utilitzats per Rascher en experiments l'objecte seria ajudar els pilots alemanys que havien ejectar-se a elevades altituds. Per simular les condicions d'altituds de fins a 20 km, s'utilitzava una càmera de baixa pressió en la qual es tancava als reclusos. Es creu que Rascher va realitzar viviseccions humanes en els cervells de les víctimes que van sobreviure l'experiment inicial. Dels 200 subjectes, 80 van morir durant l'experiment i els altres van ser executats.

## Seqüeles
Molts dels subjectes van morir com a resultat dels experiments realitzats pels nazis, mentre que molts altres van ser assassinats una vegada que es van completar les proves o per estudiar l'efecte post mortem. Aquells que van sobreviure sovint van quedar mutilats, sofrint discapacitat permanent, cossos afeblits i pressió psicològica.
El 19 d'agost de 1947, els metges capturats per les forces aliades van ser portats a judici en el procés de  USA vs. Karl Brandt et. al.  que és comunament conegut com el Judici dels doctors. Durant el procés, diversos doctors van al·legar en la seva defensa que no existia una llei internacional reguladora de l'experimentació mèdica. No obstant això, en la medicina alemanya, el principi de consentiment informat no era original durant els anys de la Segona Guerra Mundial. El 1890, el doctor Albert Neisser va infectar pacients (majoritàriament prostitutes) amb sífilis sense el seu consentiment. Malgrat el suport de gran part de la comunitat acadèmica, l'opinió pública liderada pel psiquiatre Albert Moll va estar en contra de Neisser. Mentre que Neisser va ser multat per un comitè discipliaàri, Moll va desenvolupar «una teoria d'un contracte legal positivista en la relació metge-pacient» que no va ser adoptada per la llei alemanya. Finalment, el ministre per a assumptes religiosos, educatius i mèdics va emetre una directiva que declarava que les intervencions mèdiques, amb excepció del diagnòstic, curació i immunització, estaven excloses sota tota circumstància «si el subjecte era menor d'edat o no competent per altres raons» o si no havia donat el seu «consentiment inambigu» després d'una «explicació correcta de les possibles conseqüències negatives» de la intervenció, però, aquesta directiva no era legalment vinculant.
En resposta a això, els doctors Leo Alexander i Andrew Conway Ivy van elaborar un memoràndum de deu punts titulat "Experiment mèdic permissible" que va ser conegut com el Codi de Nuremberg. El codi tracta sobre la necessitat del consentiment voluntari dels pacients, evitar dolor innecessari i sofriment i el cas que l'experimentació no acabarà en la mort o en discapacitat; però, no va ser citat en cap dels descobriments contra els reus i mai es va convertir en llei mèdica alemanya o nord-americana.

### Qüestions ètiques
El corpus modern del coneixement mèdic sobre com reacciona el cos humà a la congelació fins al punt de la mort es basa gairebé exclusivament en els experiments nazis. Això, juntament amb l'ús recent d'informació procedent d'investigacions biomèdiques nazis sobre els efectes del gas fosgen, ha estat controvertit i presenta el dilema ètic per als metges moderns que no estan d'acord amb els mètodes usats per obtenir aquesta informació. De manera similar, ha creat controvèrsia l'ús dels resultats de proves en armes biològiques realitzades per l'Esquadró 731 de l'Exèrcit Imperial Japonès; però, els resultats de l'Esquadró 731 van ser mantinguts classificats pels Estats Units i es va concedir indult a la majoria dels metges involucrats.

## Política d'higiene racial
Els nazis instauren també el control reproductiu de la societat alemanya. És imperiosa la necessitat de crear nous aris i de treure de la circulació aquells que presentin defectes en nom de la higiene racial, promovent l'eugenèsia i recorrent a l'eutanàsia si feia falta. Així mateix, es va buscar la fecundació de totes les alemanyes de bona sang per part de l'elit ària perquè a poc a poc la raça perduda recuperi la seva esplendor. El resultat d'això va ser l'establiment dels camps Lebensborn en els quals dones d'origen ari eren inseminades amb pares seleccionats per a la creació de nens racialment purs.

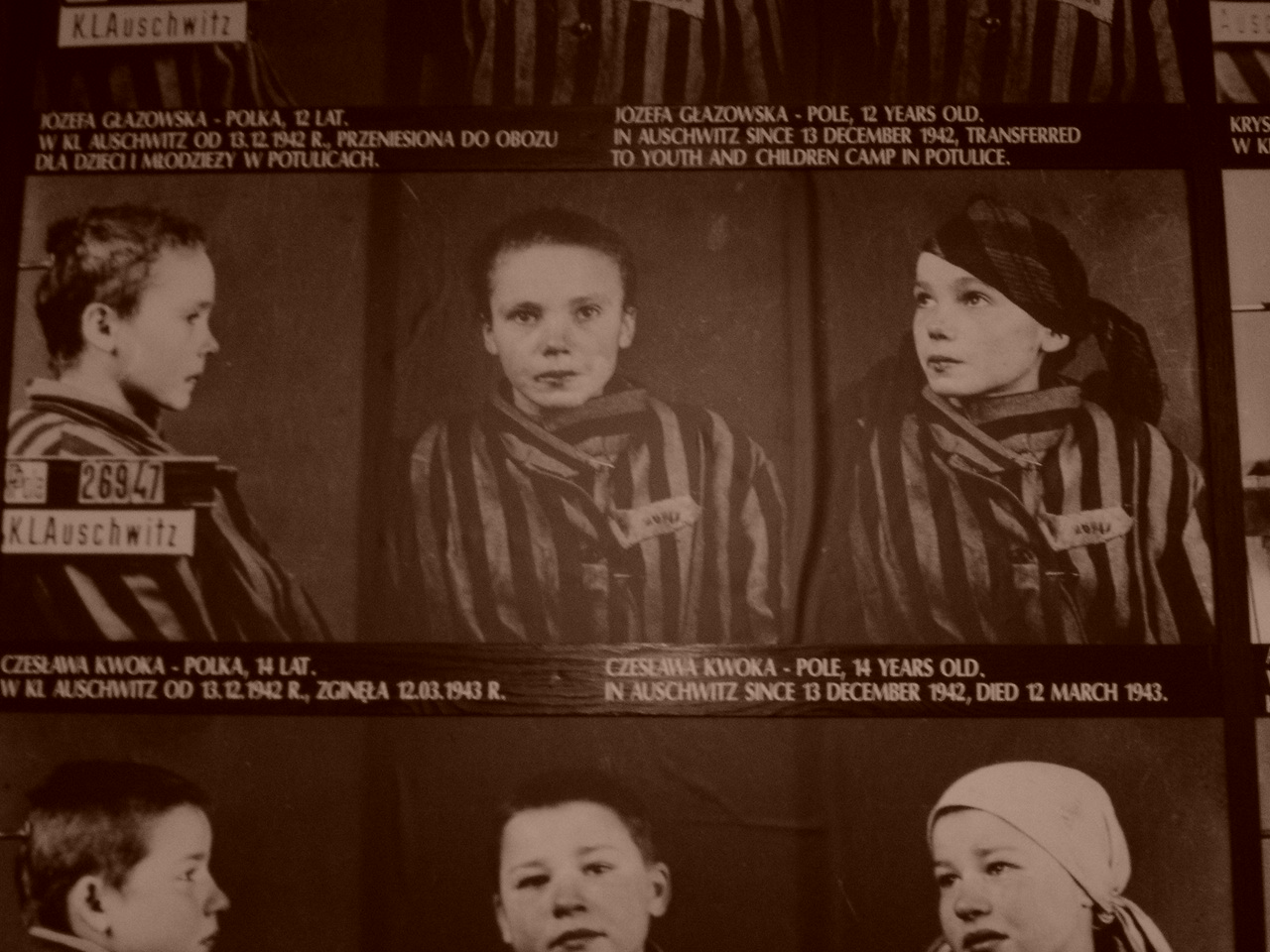
Czesława Kwoka -Polonesa- 14 anys. Internada a Auschwitz: 13 de desembre de 1942 - Mort: 12 de març de 1943.

El nazisme està imbuït d'una paranoia racial que li porta a teixir tot un entramat científic-místic. D'una banda, pretén demostrar mitjançant la moderna ciència de la biologia, la selecció natural de Darwin i les lleis de l'herència de Gregori Mendel, de manera pseudocientífica la realitat de la raça pura i, d'altra banda, presenta la creença mística que aquesta ha de recuperar uns poders que se li suposen perduts per la mescla amb races suposadament degenerades, com serien els jueus o, en menor mesura, els eslaus. En els jueus se centra el mal de mals i cap a la meitat de la Segona Guerra Mundial començaran a ser exterminats en els camps de concentració.

### Antisemitisme nazi
Per a Hitler, els comunistes eren enemics de la nació alemanya. Però encara hi havia un enemic major que es fusionava amb aquest i amb els altres possibles: els jueus. Partint d'una concepció racista, des de principis dels anys vint Hitler va anar reconstruint un estereotip racial del jueu, a partir de les teories de Walter Darré, Alfred Rosenberg, Spengler (segle xx), Houston Stewart Chamberlain i el comte de Gobineau (segle xix).
Els jueus encarnaven, per a Hitler, tots els mals que afligien a la nació alemanya (no jueva): eren els proletariats agitadors, els financistes avars i els grans industrials que espremien al poble alemany; eren la premsa que difamava a la nació, i també els febles i corruptes parlamentaris còmplices dels humiliants tractats de pau i de la feblesa de la nació. Eren, en síntesi, l'enemic racial, que des de l'interior corrompia i contaminava a la nació, afeblint-la.
El jueu era l'enemic absolut que tant necessitava el sistema totalitari per a la mobilització política i social, així com per distreure l'opinió pública dels propis problemes.
El 1935 les lleis de Nuremberg van privar als jueus de la ciutadania alemanya i de tot dret. Se'ls va prohibir el contacte amb els aris i se'ls va obligar a portar una identificació. Les lleis afectaven a tots aquells a qui l'Estat definia racialment com a jueus. Van continuar la violència i l'assetjament de les SS i de la policia als jueus, produint-se massives emigracions.
Després va seguir una segona fase d'expropiació, caracteritzada per l'arianització de béns, els acomiadaments i els impostos especials.
El 1938 se'ls va prohibir als advocats i metges jueus el lliure exercici de les seves professions i es va obligar a fer que els que tenien noms de pila no jueus que anteposessin els de "Sara" o "Israel" als propis, per a la identificació en els camps de treball i en els mateixos guetos). El resultat, distingir-los.

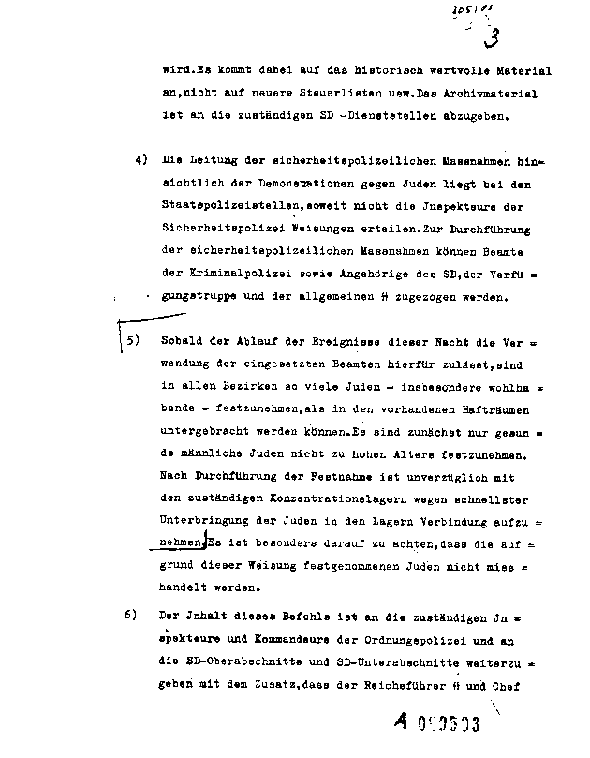
Pàgina 3 del "Telegrama urgent (secret)" (1:20 a.m, 10 de Novembre, 1938). Signat per Reinhard Heydrich, sobre "mesures contra els jueus aquesta nit" i instruint que els “jueus arrestats” siguin traslladats a "camps de concentració".

Al novembre, esgrimint com a excusa l'assassinat d'un diplomàtic alemany a París a les mans d'un jove jueu, van ser atacats per membres de les SS, en el que es va dir la "nit dels vidres trencats". El resultat va ser de tal magnitud que el mateix Estat va haver de restaurar l'ordre que ell mateix havia pertorbat.
Els jueus van ser considerats globalment responsables de l'atac i obligats a reparar els danys, a indemnitzar a l'Estat alemany per les destrosses i a lliurar els diners rebuts a companyies d'assegurances. Els va excloure de la vida econòmica, se'ls va prohibir l'accés a les universitats, l'ús de transports públics i el freqüentar llocs públics com a teatres o jardins. Addicionalment aquest moment va marcar el començament d'un programa organitzat d'internament dels jueus en camps de concentració: en un telegrama d'instruccions signada per Reinhard Heydrich — marcat “Urgent i secret” — en preparació a la Kristalnacht s'estableix (punt 5): "Tan aviat com el curs dels esdeveniments durant aquesta nit permeti l'ús dels oficials de policia assignats per a aquest propòsit, seran arrestats tants jueus com sigui possible acomodar en els llocs de detenció de cada districte —especialment jueus rics. De moment solament seran arrestats jueus homes en bon estat de salut, d'edat no gaire avançada. Immediatament que l'arrest tingui lloc, es contactés el camp de concentració adequat per situar als jueus tan ràpidament com sigui possible en aquests camps....". Aquests camps en realitat eren “camps de treball forçat” en els quals s'explotava als internats fins a la mort. En els “camps de treball” els presoners estaven sotmesos al programa de "Vernichtung durch Arbeit" (Extinció o obliteració a través del treball), per mitjà del seu esgotament i de privació de tot tractament mèdic o ajuda: la mitjana de vida d'un presoner era menor a quatre mesos.
Finalment, els jueus van ser concentrats en guetos (barris especials on vivien amuntegats) o en camps. A això seguiria l'esclavització i l'extermini durant la guerra.
Els camps de concentració, inicialment destinats a la presó preventiva d'"enemics de l'estat" (per exemple: comunistes i socialdemòcrates), es van convertir en llocs de treball forçós, per a experiments mèdics i per a l'eliminació física de jueus, gitanos, homosexuals i discapacitats.

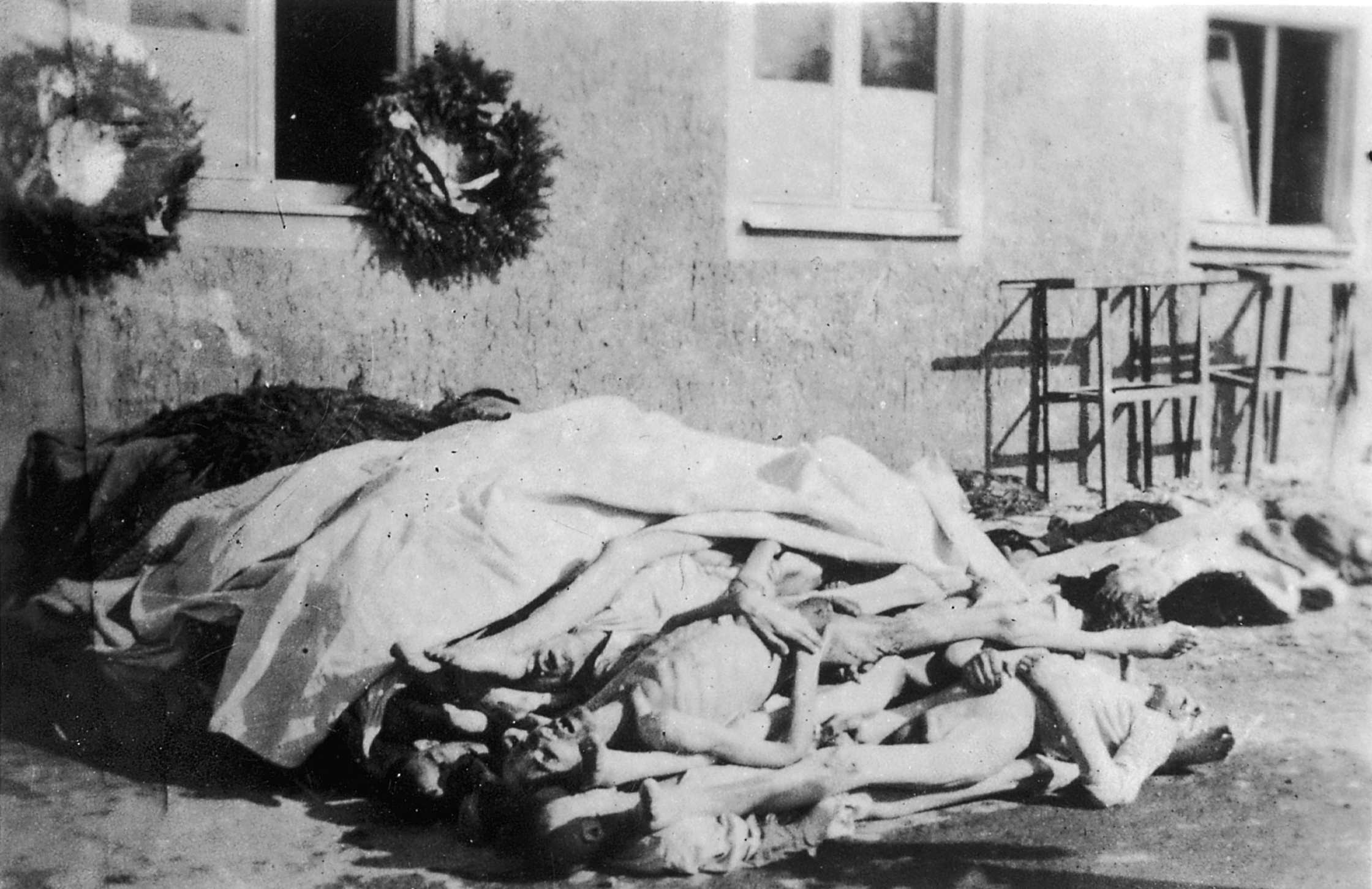
Escena a Buchenwald, el 16 d'abril de 1945 - dia del seu alliberament.

Sobre aquest últim punt, hi ha els qui sostenen la inexistència de l'holocaust jueu, ja sigui íntegrament o en les proporcions que són comunament acceptades, la qual cosa ha donat lloc a alguns judicis. Els principals expositors d'aquesta visió són Robert Faurisson, Paul Rassinier i David Irving, Els casos més coneguts són A) el de la Commonwealth del Canadà contra Ernst Zundel, ciutadà alemany que va viure al Canadà entre 1958 i el 2000 i qui va publicar diversos pamflets qüestionant l'holocaust, per la qual cosa va ser processat per "publicar literatura capaç d'incitar odi contra un grup identificable". En aquest procés, Alfred Leuchter, qui falsament va proclamar ser enginyer, el "màxim expert mundial en" i "constructor" de cambres de gas per a les presons dels Estats Units Mario López Ibáñez: va evacuar l'Informe Leuchter, en el qual va concloure que "no va haver-hi cambres de gas per a l'execució en cap d'aquests llocs" i B) el d'Irving contra Lipstadt i uns altres, en el qual Irving va ser considerat "un actiu negacionista de l'Holocaust... un antisemita i un racista".